# FIBA Europe Women Player of the Year Award
Il FIBA Europe Women Player of the Year Award è stato un premio attribuito ogni anno, dal 2005 al 2014, dalla FIBA Europe alla migliore cestista europea militante sia in Europa che nella WNBA.
Il premio veniva attribuito dal voto di tecnici, giornalisti e semplici fan di 25 paesi europei.

## Vincitrici
| Anno | Giocatore            | Squadra             |
| ---- | -------------------- | ------------------- |
| 2005 | Marija Stepanova     | CSKA Samara         |
| 2006 | Marija Stepanova (2) | CSKA Samara         |
| 2007 | Anete Jēkabsone      | ŽBK Dinamo Mosca    |
| 2008 | Marija Stepanova (3) | CSKA Samara         |
| 2009 | Sandrine Gruda       | UMMC Ekaterinburg   |
| 2010 | Hana Machová         | Fenerbahçe          |
| 2011 | Alba Torrens         | Avenida Galatasaray |
| 2012 | Céline Dumerc        | CJM Bourges         |
| 2013 | Sancho Lyttle        | Galatasaray         |
| 2014 | Alba Torrens (2)     | UMMC Ekaterinburg   |